# Algebra Colloquium
Algebra Colloquium is een internationaal, aan collegiale toetsing onderworpen wetenschappelijk tijdschrift op het gebied van de
wiskunde en de toegepaste wiskunde.
De naam wordt in literatuurverwijzingen meestal afgekort tot Algebra Colloq.
Het wordt uitgegeven door World Scientific sinds het in 2005 is overgenomen van Springer Science+Business Media. Het tijdschrift is opgericht in 1994 en verschijnt vier keer per jaar.